# ダーク・キャッスル・エンターテインメント
ダーク・キャッスル・エンターテインメント（Dark Castle Entertainment）は、ロバート・ゼメキスとジョエル・シルバーが共同で設立したホラー映画専門の製作会社。もともと1950年代から1960年代に仕掛け満載のB級映画で名声を博したマニア人気の高いホラー映画作家、ウィリアム・キャッスルの作品リメイクのために設立された（『13 Ghosts』、『The Tingler』、『Macabre』など）。現在ではオリジナル企画も手がけている。

## 製作映画リスト
| 製作年 | 邦題 原題                                           | 監督                       |
| ------ | --------------------------------------------------- | -------------------------- |
| 1999   | TATARI タタリ House on Haunted Hill                 | ウィリアム・マローン       |
| 2001   | 13ゴースト Thirteen Ghosts                          | スティーヴ・ベック         |
| 2002   | ゴーストシップ Ghost Ship                           | スティーヴ・ベック         |
| 2003   | ゴシカ Gothika                                      | マチュー・カソヴィッツ     |
| 2005   | 蝋人形の館 House of Wax                             | ジャウム・コレット＝セラ   |
| 2007   | リーピング The Reaping                              | スティーヴン・ホプキンス   |
| 2007   | TATARI 呪いの館 Return to House on Haunted Hill     | ヴィクトル・ガルシア       |
| 2008   | ロックンローラ RocknRolla                           | ガイ・リッチー             |
| 2009   | エネミーオブUSA Echelon Conspiracy                  | グレッグ・マルクス         |
| 2009   | エスター Orphan                                     | ジャウム・コレット＝セラ   |
| 2009   | ホワイトアウト Whiteout                             | ドミニク・セナ             |
| 2009   | ヒルズ・ラン・レッド -殺人の記録- The Hills Run Red | デイブ・パーカー           |
| 2009   | ニンジャ・アサシン Ninja Assassin                   | ジェームズ・マクティーグ   |
| 2009   | スプライス Splice                                   | ヴィンチェンゾ・ナタリ     |
| 2010   | ルーザーズ The Losers                               | シルヴァン・ホワイト       |
| 2011   | アンノウン Unknown                                  | ジャウム・コレット＝セラ   |
| 2012   | ドラゴン・アイズ Dragon Eyes                        | ジョン・ハイアムズ         |
| 2012   | ダブル・トリガー Stash House                        | エドゥアルド・ロドリゲス   |
| 2012   | アパリション -悪霊- The Apparition                  | トッド・リンカーン         |
| 2012   | バレット Bullet to the Head                         | ウォルター・ヒル           |
| 2012   | コレクター The Factory                              | モーガン・オニール         |
| 2013   | ゲッタウェイ スーパースネーク Getaway               | コートニー・ソロモン       |
| 2017   | サバービコン 仮面を被った街 Suburbicon              | ジョージ・クルーニー       |
| 2021   | 降霊会 -血塗られた女子寮- Seance                    | サイモン・バレット         |
| 2022   | エスター ファースト・キル Orphan: First Kill        | ウィリアム・ブレント・ベル |